# District d'Oppeln
1813–1945
Entités suivantes :
- Pologne

Division administrative de la Silésie (1905):
District de Liegnitz
District de Breslau
District d'Oppeln

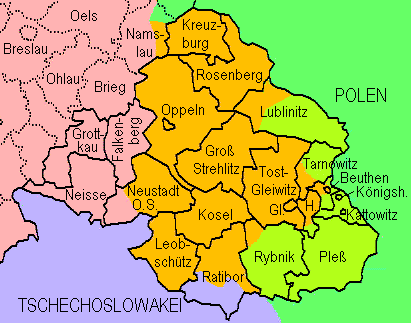
Les arrondissements du district d'Oppeln (en orange), après le plébiscite de 1921.

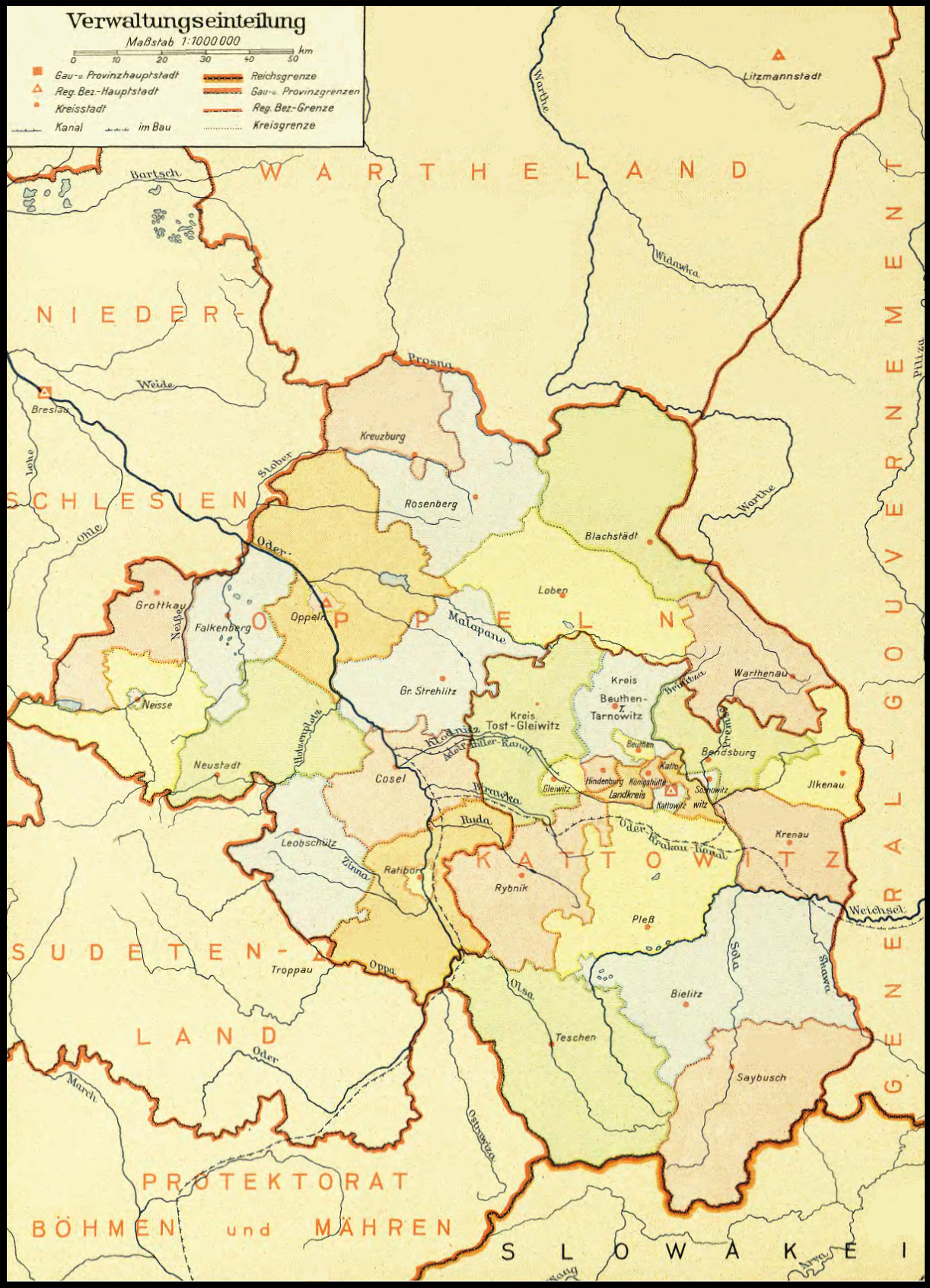
Le district et les arrondissements dans la province de Haute-Silésie (1943).

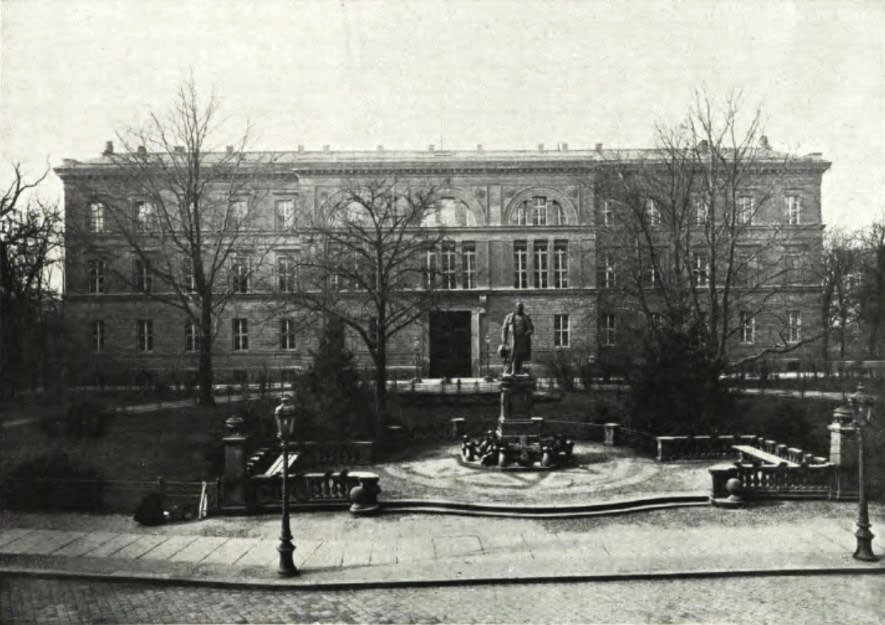
L'ancien bâtiment du gouvernement sur la place du gouvernement (aujourd'hui Plac Wolności).

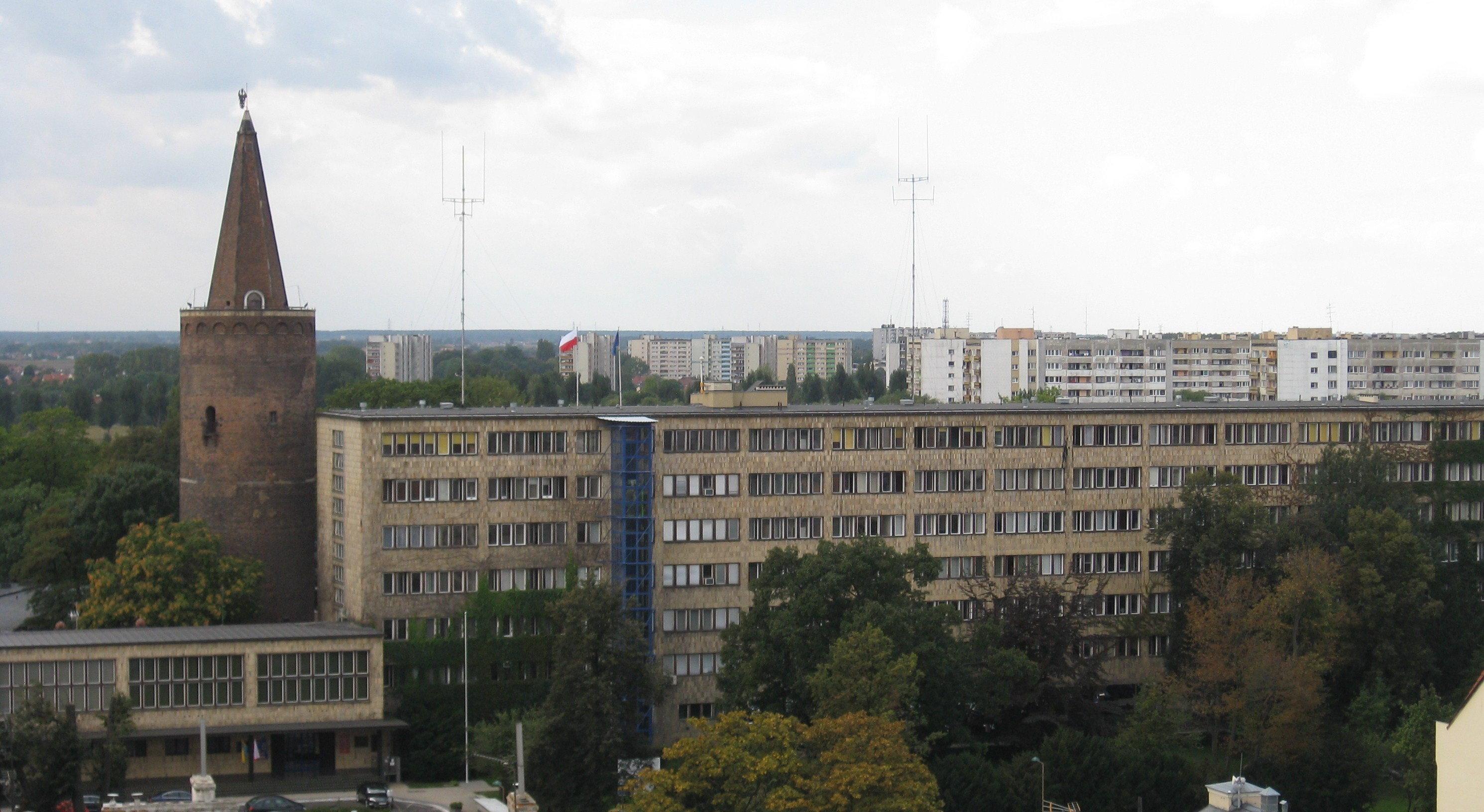
Le bâtiment du gouvernement des années 1930 avec Piastenturm.

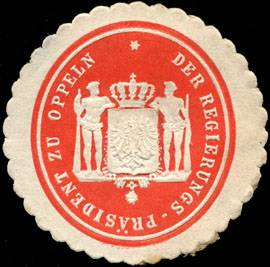
Sceau du président du district.

Le district d'Oppeln est un district de la province prussienne de Silésie. Il existe de 1813 à 1945 et comprend la partie sud-est de la Silésie. Entre 1919-1938 et à partir de 1941, la Silésie est divisée en deux provinces; l'ancien district administratif d'Oppeln se retrouve dans la province de Haute-Silésie. En 1939, en raison de l'annexion du territoire polonais, un nouveau district de Kattowitz est créé et existera jusqu'en 1945. 

## Géographie
Le siège administratif du district est situé à Oppeln, ville de Haute-Silésie. Les autres grandes villes du district sont principalement des grandes villes du bassin houiller de Haute-Silésie comme Kattowitz, Gleiwitz, Beuthen, Königshütte et Hindenburg-en-Haute-Silésie, et en dehors de cette région, Ratibor, Neustadt-en-Haute-Silésie, Neisse et Kreuzburg-en-Haute-Silésie. 
Au nord-ouest, la district est limitrophe du district de Breslau. Au nord, le district est limitrophe sur quelques kilomètres de l'arrondissement de Kempen-en-Posnanie, dans la province de Posnanie, à l'est de l'Empire russe et à partir de 1919 de la Pologne, au sud du royaume de Galicie et de Lodomérie (à partir de 1919 de la Pologne) et de la Silésie autrichienne (à partir de 1919 de la Tchécoslovaquie). 
Le district comprend les arrondissements suivants : 
| Villes 1. Beuthen 2. Gleiwitz 3. Kattowitz 4. Königshütte 5. Oppeln 6. Ratibor (depuis 1904) | Arrondissements 1. Arrondissement de Beuthen 2. Arrondissement de Cosel 3. Arrondissement de Falkenberg-en-Haute-Silésie 4. Arrondissement de Groß Strehlitz (de) 5. Arrondissement de Grottkau 6. Arrondissement de Zabrze (de) (à partir de 1915, arrondissement d'Hindenburg-en-Haute-Silésie) 7. Arrondissement de Kattowitz (de) (à partir de 1873) 8. Arrondissement de Kreuzburg-en-Haute-Silésie (de) (à partir de 1820) 9. Arrondissement de Leobschütz (de) 10. Arrondissement de Lublinitz 11. Arrondissement de Neisse (de) 12. Arrondissement de Neustadt-en-Haute-Silésie 13. Arrondissement d'Oppeln (de) 14. Arrondissement de Pless (de) 15. Arrondissement de Ratibor (de) 16. Arrondissement de Rosenberg-en-Haute-Silésie 17. Arrondissement de Rybnik (à partir de 1818) 18. Arrondissement de Tarnowitz (à partir de 1873) 19. Arrondissement de Tost-Gleiwitz (de) |

## Présidents de district
- 1816-1820 : Carl Heinrich Fabian von Reichenbach (de)
- 1820-1823 : NN
- 1823-1837 : Theodor Gottlieb von Hippel le Jeune
- 1835-1858 : Erdmann von Pückler (de)
- 1858-1871 : Georg von Viebahn (de)
- 1871-1877 : Robert Eduard von Hagemeister
- 1878-1881 : Konstantin von Quadt und Hüchtenbruck (de)
- 1881-1886 : Robert von Zedlitz-Trützschler
- 1886-1888 : Traugott von Baudissin (de)
- 1888-1898 : Rudolf von Bitter le Jeune
- 1898-1900 : Friedrich von Moltke
- 1900-1901 : Max von Pohl (de)
- 1901-1907 : Ernst Holtz (de)
- 1907-1916 : Friedrich Ernst von Schwerin
- 1916-1917 : Oskar Hergt
- 1917-1919 : Walther von Miquel
- 1919-1921 : Joseph Bitta (de)
- 1921-1923 : Roland Brauweiler (de)
- 1923-1929 : Alfons Proske (de)
- 1929-1933 : Hans Lukaschek
- 1933-1936 : Arthur Schmidt-Kügler (de)
- 1936-1937 : Josef Adamczyk (de)
- 1937-1941 : Hans Rüdiger (de)
- 1941-1944 : Albrecht Schmelt (de)
- 1944-1945 : Herbert Mehlhorn (de) (intérim)

## Population

### Évolution de la structure ethnolinguistique
| Année | Polonais  | Polonais    | Allemand  | Allemand    |
| Année | Total     | Pourcentage | Total     | Pourcentage |
| ----- | --------- | ----------- | --------- | ----------- |
| 1819  | 0 377 100 | 67,2%       | 0 162 600 | 29,0%       |
| 1828  | 0 418.437 |             | 0 255,383 |             |
| 1831  | 0 456.348 |             | 0 257 852 |             |
| 1837  | 0 495.362 |             | 0 290,168 |             |
| 1840  | 0 525,395 |             | 0 330 099 |             |
| 1843  | 0 540 402 |             | 0 348 094 |             |
| 1846  | 0 568 582 |             | 0 364 175 |             |
| 1852  | 0 584.293 |             | 0 363.990 |             |
| 1858  | 0 612 849 |             | 0 406 950 |             |
| 1861  | 0 665.865 |             | 0 409 218 |             |
| 1867  | 0 742.153 |             | 0 457 545 |             |
| 1890  | 0 918 728 | 58,2%       | 0 566 523 | 35,9%       |
| 1900  | 1, 048230 | 56,1%       | 0 684.397 | 36,6%       |
| 1905  | 1158805   | 56,9%       | 0 757 200 | 37,2%       |
| 1910  | 1169340   | 53,0%       | 0 884.045 | 40,0%       |